# MyCFO
Интернет-компания MyCFO («Мой финансовый директор») в 1999 основал Джим Кларк и сам придумал имя компании. Сайт компании MyCFO.com.
MyCFO заниматься предоставлением услуг в управлении финансовыми средствами тем, чей доход превышает 100 млн долларов.
Компания открыта в 1999 году однако идея создания MyCFO родилась конце 1996 года, когда Джим Кларк занимался оформлением налоговой декларации вместе со своим финансовым консультантом. Сейчас у компании 20 клиентов с совокупным доходом 15 млрд долл.
Сам Кларк рассказывает о своей компании:

Что нужно налоговому консультанту? Доступ к финансовой отчётности, информация о финансовых операциях и все платёжные документы. Мы не хотим превращаться в интерактивного брокера, виртуальный банк или в фирму, помогающую уменьшить налоговые отчисления. Наш бизнес — это объединение всех видов подобных услуг и предоставление пользователям доступа к их собственной финансовой информации из единого источника. Мы предоставляем обобщённую персональную систему банковского и финансового обслуживания — вот к чему стремится MyCFO.

В конце 2002 большинство операций myCFO были проданы банку «Harris» и сейчас преемник успешно продолжает работать как «Harris myCFO» или «Harris/myCFO».
В руководстве в том числе был Том Ермолюк (Tom Jermoluk) бывший руководитель Silicon Graphics тоже основанной Джимом Кларком.